# أرني بيكر
أرني بيكر هو دراج كندي، ولد في 6 أغسطس 1953.